# Mira Rychlicka
Mira Rychlicka (ur. 30 sierpnia 1930 w Krakowie zm. 11 listopada 2007 w Częstochowie) – polska aktorka teatralna. Od lat 50. XX w.  jedna z głównych aktorek teatru Cricot 2. Twórczyni wyrazistych postaci w spektaklach Tadeusza Kantora – tytułowej Kurki wodnej (1967), Nieletniej w „Nadobnisiach i koczkodanach” (1973), Tumora Mózgowicza / Staruszka w Wucecie w „Umarłej klasie” (1975), Wdowy po Miejskim Fotografie w spektaklu „Wielopole, Wielopole” (1980), Asklepiosa-Lekarza w „Niech sczezną artyści” (1985), Doktora Kleina-Jehowy ze spektaklu „Dziś są moje urodziny” (1991).

## Życiorys
Z wykształcenia była aktorką-lalkarką. Przez wiele lat związana była też z krakowskim teatrem „Groteska” (m.in. rola w „Męczeństwie Piotra Ohey’a” Sławomira Mrożka w 1959 r. w reżyserii Zofii Jaremowej), w 1955 r. Mira Rychlicka wraz ze swoim przyszłym mężem Stanisławem Rychlickim rozpoczęła współpracę z nowo utworzonym przez Tadeusza Kantora eksperymentalnym Teatrem Cricot 2. W 1956 roku wystąpiła w ramach pierwszego programu Cricot 2 w poetyckim spektaklu Kazimierza Mikulskiego „Studnia, czyli głębia myśli”, a od 1967 roku z tym właśnie teatrem nierozerwalnie związała swe losy. Po zakończeniu działalności zespołu prowadzonego przez Tadeusza Kantora kreowała ważne role w spektaklach Andrzeja Wełmińskiego („Manjacy czyli Their Master’s ...”, „Ameryka, czyli nie oglądaj...”) oraz Zofii Kalińskiej (m.in „Wyprzedaż kobiet demonicznych”). W latach 2005–2007 dzieliła się swym doświadczeniem z młodymi adeptami sztuki aktorskiej, uczestnicząc m.in. w organizowanych przez londyńską College Saint Martins warsztatach i powstałych na bazie tych zajęć spektaklach (Kraków, Edynburg, Londyn 2006 - 2007). W 2006 roku poprowadziła też autorskie warsztaty podczas ACT Festival w szkole aktorskiej w Bilbao. W tym samym roku zagrała w spektaklu Andrei Cusumano „Tumor Foderato d’Infanzia” (Palermo 2006) przedstawieniu inspirowanym najwybitniejszą jej rolą – kreacją Tumora Mózgowicza z „Umarłej klasy”.